# Мордовин, Валентин Кириллович
Валентин Кириллович Мордовин (27 января 1915, Александровский район, Ставропольский край — 1 июня 1982) — советский художник, заслуженный деятель искусств Чечено-Ингушской АССР и РСФСР, народный художник РСФСР (1968), член Союза художников СССР, член-корреспондент Академии художеств СССР.

## Биография
Родился в селе Александровское (ныне Ставропольский край). Начал учиться живописи в сельской изобразительной студии. Его первым учителем был К. К. Сидашенко.
Выпускник Московского станкостроительного института. Продолжал заниматься живописью в Художественной студии при Московском авиационном институте.
В годы Великой Отечественной войны был техником-лейтенантом ВВС Московского военного округа. Преподавал воздушную стрельбу и бомбометание. В 1945 году был награждён медалью «За победу над Германией в Великой Отечественной войне 1941—1945 гг.».
Жил и работал в Грозном. Был председателем Союза художников Чечено-Ингушетии. В 1960 году был делегатом I учредительного съезда художников РСФСР. В 1968 году на II съезде художников РСФСР был избран в состав правления Союза художников РСФСР. В 1969 году был делегатом III съезда художников СССР.
Был первым художником на Северном Кавказе, удостоенным звания Народного художника РСФСР и ставшим членом-корреспондентом Академии художеств СССР. Позже был избран членом правления Художественного фонда РСФСР и комиссии при Совете министров СССР по государственным наградам. Произведения Мордовина экспонируются в ряде ведущих музеев страны, а также хранятся в частних коллекциях как внутри страны, так и за рубежом.
Похоронен в Краснодаре на Славянском кладбище.

## Основные произведения[5]
- серия работ «Сельские коммунисты» (1960—1980):
  - «Бригадир Герой Социалистического Труда А. Кагерманов» (1962);
  - «Крестьянин Вишняков» (1964);
  - «М. Клепиков, Герой Социалистического Труда, член ЦК КПСС» (1980);
  - «А. Майстренко, Герой Социалистического Труда, директор совхоза «Красноармейский» (1980);
- серия работ «Мой современник» (1975):
  - «Кубань»;
  - «Всходы»;
  - «Новороссийский цемент»;
- серия портретов «Люди Севера» (1978):
  - «Портрет оленевода И. Анисимова»;
  - «Портрет матери-героини Железняковой»;
- серия портретов и картин «Труженики Кавказа» (1960—1969):
  - «Хозяин гор»;
  - «В Чечне строятся»;
  - «На зимние пастбища»;
  - «Портрет первой лётчицы-чеченки Ляли Насухановой».